# Daf (instrument musical)
|  | Aquest article tracta sobre l'instrument musical. Si cerqueu altres definicions, vegeu «DAF (desambiguació)». |

El daf (persa: دف, daf; àrab: دف, duff o daff) és un gran tambor originari de l'Orient mitjà emprat tant en la música popular com en la clàssica. L'instrument té un marc normalment fet de fusta amb diverses anelles de metall unides; la membrana sol ser de pell de peix però també es fan servir pells d'altres tipus com ara de vaca, cabra o cavall. El daf s'usa principalment a l'Orient Mitjà, el Gran Iran, el subcontinent indi i l'Àsia central. Sol usar-se com a instrument d'acompanyament, tant de cantants com d'altres instruments (tanbur, violí, ud, saz i altres instruments típics de l'Orient mitjà). Alguns daf estan equipats amb platerets petits, fet que els fa semblants a una pandereta grossa.

## Descripció
El daf és un tambor gran, rodó i poc profund de fusta massissa d'entre 50 i 60 centímetres de diàmetre i uns 5 centímetres de profunditat. Sol tenir més de 300 anelles de llautó de prop d'1,5 centímetres de diàmetre, subjectades amb grapes o altres elements a l'interior de la circumferència de fusta. Quan l'instrument es mou, les anelles impacten contra la fusta i generen una gran diversitat de sons. La persona que toca el daf sol combinar tots dos sons, el de les anelles en moure's i el de la percussió sobre la membrana de pell.
La membrana de pell se subjecta al marc amb grapes o altres sistemes i se li afegeixen xinxetes decoratives. En algunes versions recents, les membranes poden trobar-se pintades amb diferents motius o dissenys.
El daf sol ser tocat per un solista, tant per a música clàssica com popular a l'Iran, l'Iraq, Síria, l'Azerbaidjan, Kurdistan i parts del Tadjikistan i altres països de l'Orient Mitjà. El daf rep diferents noms segons el lloc: daf a l'Índia, tef a Turquia, duf en àrab o dap a l'Uiguristan.

## Història

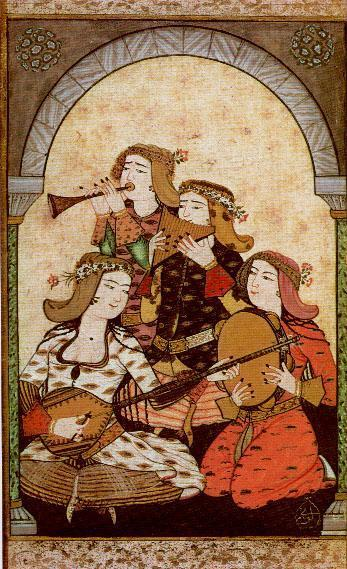
Grup d'instrumentistes: el de la dreta toca un daf.

La referència més antiga sobre el daf es troba a l'Imperi Sassànida; algunes fonts apunten a que el daf era àmpliament emprat abans del naixement de l'islam, i fins i tot abans del naixement de Crist. En pahlavi, l'idioma de l'Imperi Sassànida, el daf s'anomenava dap. Les principals referències antigues s'han trobat en pintures o relleus; un exemple és la presència del daf en els relleus de Behistun, a l'Iran. Els daf s'usaven per a la música religiosa a l'Iran molt abans de l'arribada del sufisme.
El nowruz, el primer dia de l'any nou persa, el festival nacional dels pobles de l'Iran i altres festivitats han estat acompanyades per l'instrument des del període sassànida (224 dC-651 dC); també durant aquest període s'utilitzava com a acompanyament per la música clàssica de l'Iran. El daf també s'usava a la cort, sobretot per interpretar els modes i melodies de la música clàssica. Alguns estudis recents han permès saber que aquests modes s'utilitzaven per les pregàries zoroastristes; moltes d'aquestes melodies s'han perdut tot i que encara n'hi ha que perduren des del període sassànida.